# (6637) Inoue
(6637) Inoue es un asteroide perteneciente al cinturón de asteroides, región del sistema solar que se encuentra entre las órbitas de Marte y Júpiter.
Fue descubierto el 3 de diciembre de 1988 por Kin Endate y Kazuro Watanabe desde el observatorio de Kitami.

## Designación y nombre
Designado provisionalmente como 1988 XZ, fue nombrado en honor a Keisuke Inoue (n. 1928), quien trabajó para Tentai Ichiyou, almanaques náuticos, en el Departamento Hidrográfico de Japón durante 38 años. Era un experto en el cálculo de órbitas de satélites artificiales. Tras jubilarse, trabajó para una empresa de software y actualmente forma parte del equipo editorial del almanaque astronómico Tenmon Nenkan.

## Características orbitales
Inoue está situado a una distancia media del Sol de 2,405 ua, pudiendo alejarse hasta 2,530 ua y acercarse hasta 2,280 ua. Su excentricidad es 0,052 y la inclinación orbital 4,678 grados. Emplea 1362,39 días en completar una órbita alrededor del Sol.

## Características físicas
La magnitud absoluta de Inoue es 13,91. Tiene 4,841 km de diámetro y su albedo se estima en 0,300.